# Gnathamitermes
Gnathamitermes es un género de termitas isópteras perteneciente a la familia Termitidae que tiene las siguientes especies:
1. Gnathamitermes grandis
2. Gnathamitermes nigriceps
3. Gnathamitermes perplexus
4. Gnathamitermes tubiformans